# Parafia Wniebowzięcia Najświętszej Maryi Panny w Haverstraw
Parafia Wniebowzięcia Najświętszej Maryi Panny w Haverstraw (ang. St. Mary of the Assumption Parish) – parafia rzymskokatolicka położona w Haverstraw, hrabstwie Rockland, w stanie Nowy Jork, Stany Zjednoczone.
Jest ona wieloetniczną parafią w archidiecezji Nowy Jork z mszą św. w j. polskim – dla polskich imigrantów.
Ustanowiona w 1899 roku pod wezwaniem Wniebowzięcia Najświętszej Maryi Panny.

## Nabożeństwa w j. polskim
- Niedziela – 12:00